# Gépnarancs (regény)
A Gépnarancs című disztópikus regényt Anthony Burgess 1962-ben adta ki.

## Cselekmény
A regény Alex, egy 15 éves londoni erőszakos fiú életének azon szakaszáról szól, amelyben sok „ultra-erőszakoskodás”-a miatti börtönbe kerülése után különböző orvosi kezelésekkel akarják erőszakmentesíteni, de ez valójában rossz az embernek, hiszen még a saját választásából rossz ember is jobb, mint az a jó ember, akire a jóságot csak kényszerítik. A kezelés után Alex öngyilkos akar lenni, de végül túléli az ablakból való kiugrást, és visszatér a régi erőszakos életéhez.
A regény 21., néhány országban ki nem adott, utolsó fejezetében Alex már 18 éves, és elkezd gondolkodni a felnőtté válásról és az erőszakmentes életről.
A regényben egy, Burgess által kitalált „naccat” (= oroszul kb. „tinédzser”) nyelven beszélnek a főszereplők, ami gyerekes angol szleng kifejezésekből és oroszból vett fonetikusan leírt szavakból áll. Például: „horrorsó” = nagyon jó; „drúg” = barát; „csolovek” = ember; „króv” = vér; „gavarittyol” = beszél.

## Szereplők
- Alex, a központi antihős, a tizenéves agresszió és lázadás megtestesítője, egy ifjúsági banda vezetője
- Georgie, Alex barátja, egy idő után a banda vezetőjének szerepére tör
- Pete, Alex bandájának tagja
- Balfék, Alex cinkosa, a tinédzserek között fizikailag a legerősebb
- Alex anyja és apja
- Billyboy, egy konkurens banda vezetője
- P R. Deltoid, Alex nevelőtisztje
- dr. Branom, tudós, Dr. Brodsky asszisztense
- Dr. Brodsky, a Ludovico-eljárás irányítója
- F. Alexander, egy író, akinek Alex nagy traumát okozott
- Joe, Alex szüleinek albérlője

## Magyarul
- Gépnarancs; ford. Gy. Horváth László, utószó Csejdy András; Európa, Bp., 1990 (Európa zsebkönyvek)
- Gépnarancs; ford. Gy. Horváth László; Trubadúr, 2016 (e-könyv)

## Filmváltozat
Stanley Kubrick rendezésében készült a regényből filmadaptáció Mechanikus narancs (1971) címmel.